# الماورة (الطويلة)

تعديل مصدري - تعديل

الماورة هي إحدى قرى عزلة بني الخياط بمديرية الطويلة التابعة لمحافظة المحويت، بلغ تعداد سكانها 732 نسمة حسب تعداد اليمن لعام 2004.